# Крваво небо
Крваво небо (енгл. Blood Red Sky) британско-немачки је акционо-хорор филм из 2021. године, редитеља Петера Торварта, који је написао сценарио са Штефаном Холцом. Главне улоге играју Роланд Мелер, Пери Баумајстер и Александар Шер. Издат је 23. јула 2021. године, дистрибутера Netflix-а.

## Радња
Када група терориста отме прекоокеански лет, мистериозно болесна жена уз помоћ чудовишне тајне мора заштити свог младог сина.

## Улоге
| Глумац             | Улога                 |
| ------------------ | --------------------- |
| Карл Антон Кох     | Елијас                |
| Пери Баумајстер    | Нађа                  |
| Кајс Сети          | Фарид ал Адва         |
| Нејдер Бен-Абдулах | Мухамед               |
| Давид Хитен        | Марвин                |
| Кај Иво Баулиц     | Бастијан Бихнер       |
| Грејам Мактавиш    | пуковник Алан Драмон  |
| Ребека Дајсон-Смит | наредница Карен Браун |
| Роланд Мелер       | Карл                  |
| Доминик Персел     | Берг                  |
| Јан Лоукота        | Јуриј                 |
| Александар Шер     | Роберт                |
| Чиди Ајуфо         | Кертиз                |
| Флоријан Шмитке    | Михаел                |
| Холгер Хаге        | Холгер                |
| Џеклин Маколи      | Наоми                 |